# Gunn Peaks
Gunn Peaks är en bergstopp i Antarktis. Den ligger i Västantarktis. Argentina, Chile och Storbritannien gör anspråk på området. Toppen på Gunn Peaks är 1 503 meter över havet.
Terrängen runt Gunn Peaks är platt åt sydost, men åt nordväst är den kuperad.  Trakten är obefolkad. Det finns inga samhällen i närheten.